# Фуллфейс

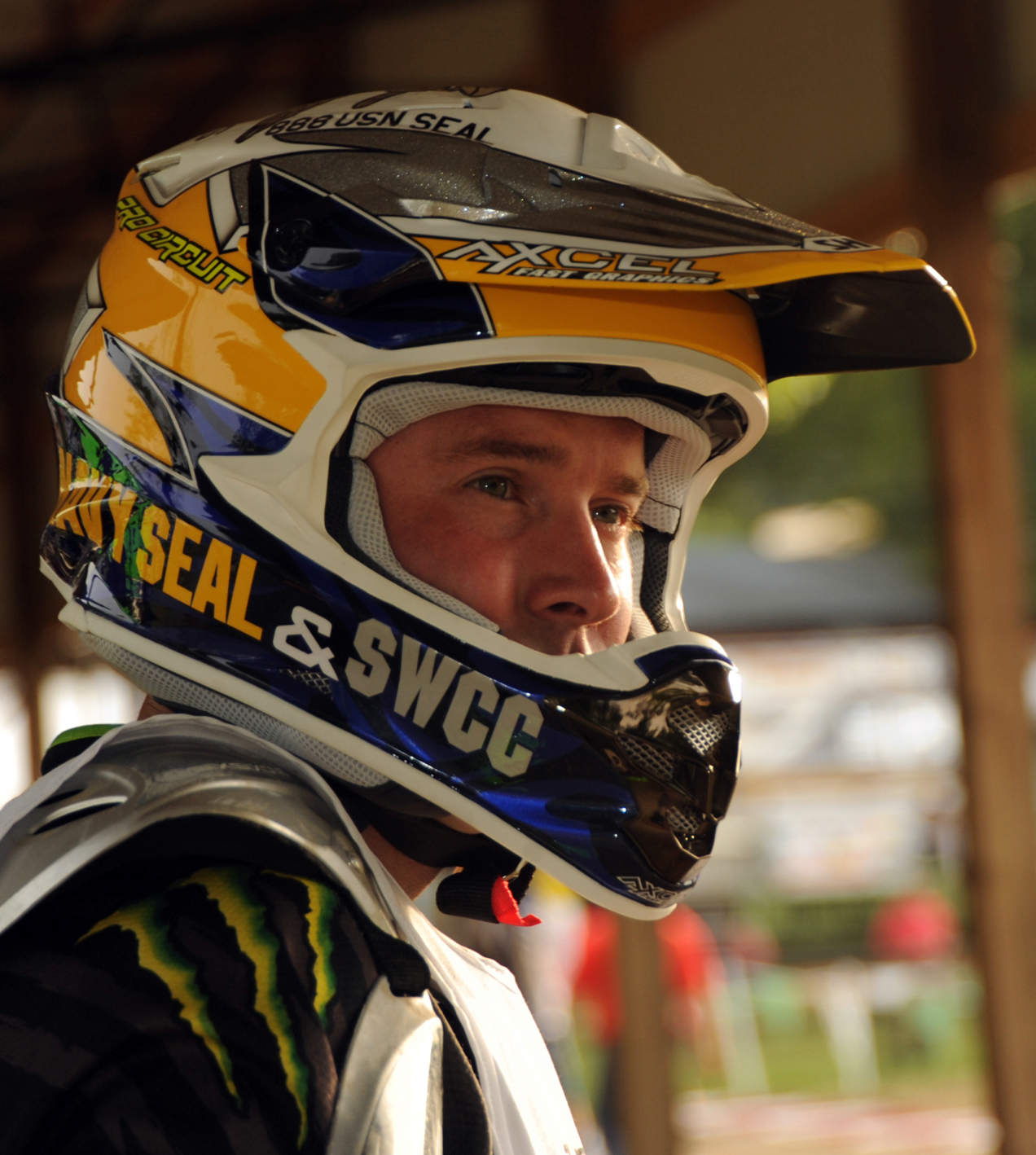
Спортсмен в шлеме типа "Фуллфейс"

Фуллфейс (англ. fullface — «всё лицо», в простонародье «фулик») — мотокроссовый шлем, адаптированный для горных велосипедистов.
Основное отличие шлема данной конструкции от мотоциклетного предка состоит в сниженной, массе - в силу меньших скоростей требования к уровню защиты ниже. Вместе с тем, предъявляются более высокие требования к вентилируемости.
Такой шлем не является самостоятельной единицей и должен применяться со специальными очками - маской. Поскольку довольно распространены случаи перелома ключицы такими шлемами, рекомендуется дополнять экипировку защитой шеи.

## Основные производители шлемов типа фуллфейс
- Troy Lee Design (TLD)
- O'Neal
- Fox Racing
- Six Six One
- THE
- TSG
- Giro